# 瀬戸直一
瀬戸 直一（せと なおいち、1899年4月6日 - 1990年2月16日）は、日本の経営者。長野県出身。

## 経歴
1922年に神戸高等商業学校を卒業し、同年に日出紡織に入社。
1941年に大和紡人絹(のちの大和紡績)に転じ、1948年に取締役に就任し、1952年に常務、1955年に専務を経て、1962年に副社長に就任し、1963年には社長に昇格。1974年6月に会長を経て、1977年6月には相談役に就任した。
1967年10月に藍綬褒章を受章し、1974年5月に勲三等旭日中綬章を受章。
1990年2月16日心不全のために死去。90歳没。